# Meristotropis triphylla
Meristotropis triphylla là một loài thực vật có hoa trong họ Đậu. Loài này được Fisch. & C.A. Mey. mô tả khoa học đầu tiên năm 1843.